# 8 Mile (soundtrack)
Music from and Inspired by the Motion Picture 8 Mile (Musik fra og Inspireret af Spillefilmen 8 Mile) er det officielle musik soundtrack til spillefilmen 8 Mile fra 2002, med Eminem i hovedrollen, der rapper på 5 af numrerne på soundtracket.
Det blev udgivet under pladeselskabet Shady/Interscope. Albummet debuterede som #1 på U.S. Billboard 200 Albums listen det år, og afsluttede det år som det femte bedste sælgende album fra 2002 med 3.2 millioner solgte eksemplarer i USA, efter kun at have været udgivet i to måneder. Det toppede også som #1 på UK Compilations Chart og Australian ARIAnet Albums Chart. Det indeholdt Eminems internationale hit toppende single "Lose Yourself". Det lavede også en et efterføger soundtrack, More Music from 8 Mile, der bestod af sange, der påtræder i 8 Mile, som var datidige singler under filmens handling i 1995. 

## Nummerliste
Music from and Inspired by the Motion Picture 8 Mile:
| #  | Titel                      | Producer(e)                                          | Kunstner(e)                 |
| -- | -------------------------- | ---------------------------------------------------- | --------------------------- |
| 1  | "Lose Yourself"            | Eminem                                               | Eminem                      |
| 2  | "Love Me"                  | Eminem                                               | Eminem, Obie Trice, 50 Cent |
| 3  | "8 Mile"                   | Eminem                                               | Eminem                      |
| 4  | "Adrenaline Rush"          | Spyda                                                | Obie Trice                  |
| 5  | "Places to Go"             | Eminem                                               | 50 Cent                     |
| 6  | "Rap Game"                 | Denaun Porter, Eminem                                | D12, 50 Cent                |
| 7  | "8 Miles and Runnin'"      | Eminem                                               | Jay-Z, Freeway              |
| 8  | "Spit Shine"               | Denaun Porter                                        | Xzibit                      |
| 9  | "Time of My Life"          | Dante Ross, John Gamble, Mike Elizondo (co-producer) | Macy Gray                   |
| 10 | "U Wanna Be Me"            | Chucky Thompson, Nas                                 | Nas                         |
| 11 | "Wanksta"                  | John "J-Praize" Freeman, Sha Money XL                | 50 Cent                     |
| 12 | "Wasting My Time"          | Kellin Manning, Martin Pradler                       | Boomkat                     |
| 13 | "R.A.K.I.M."               | Denaun Porter                                        | Rakim                       |
| 14 | "That's My Nigga Fo' Real" | Dante Ross, John Gamble                              | Young Zee                   |
| 15 | "Battle"                   | DJ Premier, Guru (co-producer)                       | Gang Starr                  |
| 16 | "Rabbit Run"               | Eminem, Luis Resto (co-producer)                     | Eminem                      |

Deluxe Edition Bonus Disc:
| # | Titel                          | Producer | Kunstner   |
| - | ------------------------------ | -------- | ---------- |
| 1 | "Rap Name"                     | Eminem   | Obie Trice |
| 2 | "Stimulate"                    | Eminem   | Eminem     |
| 3 | "'Till I Collapse" (Freestyle) | Eminem   | 50 Cent    |
| 4 | "Gangsta"                      |          | Joe Beast  |
| 5 | "The Weekend"                  |          | Brooklyn   |
| 6 | "California"                   |          | Shaunta    |

More Music from 8 Mile:
| #  | Titel                     | Producer(e)                       | Kunstner(e)               |
| -- | ------------------------- | --------------------------------- | ------------------------- |
| 1  | "Shook Ones Pt. II"       | Mobb Deep                         | Mobb Deep                 |
| 2  | "Juicy"                   | Poke, Sean "Puffy" Combs          | The Notorious B.I.G.      |
| 3  | "Gotta Get Mine"          | Colin Wolfe, Eric Breed, Warren G | MC Breed, 2Pac            |
| 4  | "Feel Me Flow"            | Naughty by Nature                 | Naughty by Nature         |
| 5  | "Player's Ball"           | Organized Noize                   | Outkast                   |
| 6  | "Get Money"               | Ez Elpee                          | Junior M.A.F.I.A.         |
| 7  | "You're All I Need"       | RZA                               | Method Man, Mary J. Blige |
| 8  | "Shimmy Shimmy Ya"        | RZA                               | Ol' Dirty Bastard         |
| 9  | "Bring Da Pain"           | RZA                               | Method Man                |
| 10 | "C.R.E.A.M."              | RZA                               | Wu-Tang Clan              |
| 11 | "Runnin'"                 | Jay Dee                           | The Pharcyde              |
| 12 | "Survival of the Fittest" | Mobb Deep                         | Mobb Deep                 |
| 13 | "Temptations"             | Easy Mo Bee                       | 2Pac                      |

## Manglende sange fra "More Music from 8 Mile"
Her er en liste over sange der optræder i filmen, men er overset på "More Music from 8 Mile" soundtracket:
- Onyx: "Last Dayz"
- The Notorious B.I.G.: "Unbelievable"
- O.C.: "Time's Up"
- Lynyrd Skynyrd: "Sweet Home Alabama"
- Cypress Hill: "Insane in the Brain"
- Montell Jordan: "This Is How We Do It"
- South Central Cartel: "Gang Stories"
- The Notorious B.I.G.: "Who Shot Ya?"
- 2Pac: "Temptations"
- Showbiz & AG: "Next Level (Nyte Time Mix)"
- Junior M.A.F.I.A.: "Player's Anthem"